# Рифаа ат-Тикрити
Рифаа Дахам ат-Тикрити (24 апреля 1937 — 11 октября 1999) — иракский политический деятель. Двоюродный брат иракского президента Саддама Хусейна. Шеф иракской контрразведки и член Совета революционного командования Ирака.
Ат-Тикрити являлся главой иракской разведывательной службы. Он до середины 1997 года был послом Ирака в Турции и Испании. Являлся одним из известных политических деятелей Ирака. Рифаа ат-Тикрити возглавил Управление общей разведки (УОР) в конце 90-х. 11 октября Рифаа ат-Тикрити скоропостижно скончался от сердечного приступа, через неделю после отставки с занимаемой должности, которая перешла к сыну президента Кусею. Есть мнения, что Рифаа ат-Тикрити был убит по приказу Саддама Хусейна за то, что УОР потерпела неудачи внутри страны и за рубежом, по другому сведению за то, что ат-Тикрити не сумел предотвратить утечку информации о подписании секретного ирако-российского договора о поставках Багдаду суперсовременной бронетехники и аппаратуры к системам ПВО. Он был похоронен в своём родном городе Тикрите.